# Matsumyia jesoensis
Matsumyia jesoensis är en tvåvingeart som först beskrevs av Matsumura 1911.  Matsumyia jesoensis ingår i släktet Matsumyia och familjen blomflugor. Inga underarter finns listade i Catalogue of Life.